# Claude de Savoie

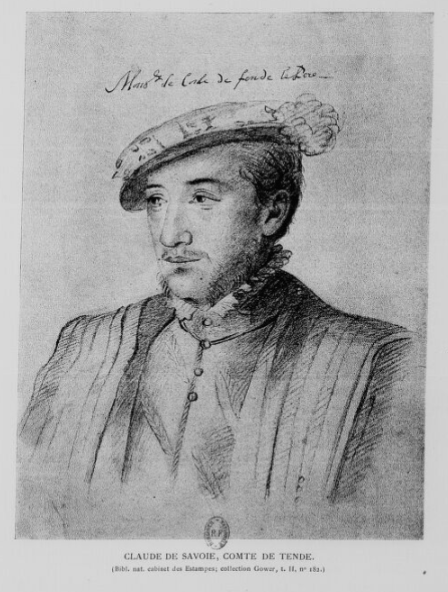
Claude de Savoie (1889 publiziert)

Claude de Savoie (* 27. März 1507; † 23. April 1566 auf Burg Cadarache in Saint-Paul-lès-Durance) war Gouverneur und Großseneschall der Provence vom 31. März 1525 bis zu seinem Tod, also 41 Jahre lang. In den letzten 30 Jahren seines Lebens unterstützte und schützte er Hugenotten, vor allem in seiner Grafschaft Tende.

## Biographie

### Herkunft
Claude de Savoie ist der älteste Sohn von René de Savoie, genannt le Grand bâtard de Savoie, Graf von Villars und Tenda, und Anna Lascaris, Gräfin von Tenda. Er wurde am 27. März 1507 geboren. Zu seiner Kindheit ist nichts bekannt.
Am 1. Oktober 1520 wurde er von seinem Vater den États de Provence vorgestellt, um ihn als seinen Nachfolger als Großseneschall der Provence vorzuschlagen, obwohl er erst etwa 13 Jahre alt war. Tatsächlich wurde seine Nachfolge erst am 31. März 1525 bestätigt.

### Militärische Laufbahn
1532 wurde er zum Ritter im Ordre de Saint-Michel ernannt. Zudem wurde er zum Amiral des mers du Levant gemacht. Auf Anweisung des Königs bekämpfte er die Waldenser. 1534 heiratete er Marie de Chabannes, Tochter von Jacques II. de Chabannes, Seigneur de La Palice, und Marie de Melun.
Bei seinem Kampf gegen die kaiserlichen Truppen überließ er während seiner Abwesenheit die Verwaltung seiner Ländereien in der Provence dem Grafen von Grignan oder dem Lieutenant-général des Königs. Zudem scheint er am Baubeginn der Befestigung von Antibes im Jahr 1541 zu stehen. Danach begleitete er den Dauphin Heinrich beim Krieg in Roussillon, in dem die Stadt Perpignan belagert wurde. Bei der Thronbesteigung Heinrichs 1547 huldigten Claude de Savoie und Anna Lascaris ihm. Im Juli erhielt er die Grafschaft Beaufort auf neun Jahre.

### Religiöse Ausrichtung
Er heiratete am 19. August 1539 in zweiter Ehe François de Foix-Candale aus einer jüngeren Linie des Hauses Grailly. Sie ist die Tochter von Jean de Foix-Candale, Vicomte de Meille, und Anne de Villeneuve-Trans. Seine neue Ehefrau gehörte der reformierten Kirche an. Diese Konfession führte ihn dazu, an den Religionskriegen teilzunehmen, die das Königreich Frankreich in dieser Zeit erschütterten.
Ab 1540 verteidigte Claude de Savoie die Protestanten und gehorchte damit dem König von Frankreich nicht länger. 1545 versuchte er in Cabrières-d’Avignon, wo die Waldenser Zuflucht suchten, die Massaker zu vermeiden. Claude war in verschiedenen Kriegen engagiert und überließ die Verwaltung seiner Grafschaft seiner Frau Françoise, deren spiritueller Führer Hugenotte war. Ab 1550 wurden innerhalb und außerhalb der Burg protestantische Gottesdienste gefeiert, während ein ehemaliger Mönch, Galaterio de Caraglio, vom Grafen berufen und mit großer Überzeugungskraft ausgestattet, einen Teil der Bevölkerung konvertierte. In den 1560er Jahren intervenierte Claude mehrmals zugunsten der Protestanten von Vence und forderte die Konsuln auf, zwei Protestanten in ihre Mitte aufzunehmen.
1562 sandte Caterina de’ Medici Claudes Sohn Honorat als Lieutenant-général in die Provence gegen die Protestanten, obwohl sein Vater die protestantische Partei unterstützte. Um seine Macht bestätigen zu lassen, musste Honorat vor das Parlement in Aix-en-Provence treten, das jedoch von den Protestanten besetzt war.
Da Honorat keine Armee hatte, um die Protestanten zu bekämpfen, verbündete er sich Jean V. de Pontevès, Comte de Carcès, der es ihm ermöglichte, eine Truppe aufzustellen, um Aix zu erobern. Anschließend gelang es ihm, mehrere katholische Kompanien zusammenzustellen. Claude de Savoie versuchte auf protestantischer Seite erfolglos, Pertuis zu besetzen, zog sich dann nach Sisteron zurück, während er François de Beaumont, Baron des Adrets, bat, ihn zu unterstützen. Bevor Honorat seinen Vater angriff, beschloss er, Orange einzunehmen, das ebenfalls von den Protestanten besetzt war. Es sammelte mit dem Grafen von Carcès, François de La Baume, Comte de Suze, und anderen provenzalischen Herren Truppen und erhielt Unterstützung durch päpstliche Soldaten, die von Fabrizio Serbelloni kommandiert wurden. Die Stadt wurde 1562 genommen, geplündert und verwüstet, selbst das Haus des Bischofs wurde gebrandschatzt.
Anschließend wandte sich Honorat gegen Sisteron. Claude de Savoie, der sich in das Tal von Barcelonnette zurückgezogen hatte, kehrte zurück, um die belagerte Stadt zu unterstützen und zwang seinen Sohn, die Belagerung aufzuheben. Nachdem Claude ihn verfolgt hatte, trieb er Honorat in die Flucht, setzte seine Verfolgung jedoch nicht fort und ermöglichte Honorat so, sich wieder seinen Truppen anzuschließen. Honorat kehrte zurück, belagerte Sisteron und eroberte es. Claude de Savoie zog sich nun nach Turin zurück und überließ die Provence den Katholiken.
Im Juni 1562 machte sein Cousin, der Herzog von Savoyen, Emanuel-Philibert, seinem Ärger über Claude und seine Politik durch einen Brief Luft: „Wenn das Unheil einiger Sie vom richtigen Weg abgelenkt hat, fordere ich Sie auf und rufe als guter Verwandter und Freund, dem richtigen Weg zu folgen und ihn wieder aufzunehmen.“ 1563 sandte Claude eine Petition an den Emanuel-Philibert, um die Gewissens- oder Religionsfreiheit zu verteidigen.
Die Spannung zwischen den beiden Verwandten hinderte den Herzog nicht daran, Claude de Savoie und seine männlichen Nachkommen durch Patentschreiben von 1562 bis 1563 in die Thronfolge des Herzogtums Savoyen einzureihen.

### Tod und Nachfolge
Am 27. Juli 1563 machte er sein Testament in seinem Schloss in Villeneuve. Er bedachte seine Frau mit Nutznießungsrechten, setzte ansonsten seinen Sohn Honoré de Savoie, comte de Tende als Erben ein.
Claude de Savoie starb am 23. April 1566 im Schloss Cadarache.

## Ehe und Nachkommen
Claude de Savoie heiratete per Ehevertrag am 10. Mai 1534 Marie de Chabannes († 1538), Tochter von Jacques II. de Chabannes, Seigneur de La Palice, Marschall von Frankreich, und Marie de Melun. Ihre Kinder sind:
- Renée († nach 1575); ⚭ Jacques d’Urfé († 1574), verwandt mit Anne d’Urfé und Honoré d’Urfé
- Henri (1537–1555)
- Honorat, Graf von Tenda und  Sommariva; ⚭ (1) 1558 Clarissa Strozzi († 1567), Tochter von Piero Strozzi, Marschall von Frankreich, und Laudomia de’ Medici; ⚭ (2) Madeleine de La Tour (* 1556), Tochter von François III. de La Tour, Vicomte de Turenne, und Éléonore de Montmorency

Am 19. August 1539 heiratete er in zweiter Ehe Françoise de Foix-Candale, Tochter von Jean de Foix-Candale, Vicomte de Meille, und  Anne de Villeneuve-Trans. Ihre Kinder sind:
- Anne † nach 1584); ⚭ (1) Giacomo di Saluzzo-Miolans, Signore de Cardè († 1569); ⚭ (2) Antoine de Clermont, Seigneur d’Amboise, Marquis de Reynel († 1572); ⚭ (3) Georges de Clermont, Marquis de Gallerande († 1586/94)
- René, baron de Cipières († 1568 ohne Nachkommen)

Darüber hinaus hatte Claude de Savoie einen unehelichen Sohn von einer unbekannten Frau, Annibal, Seigneur de Pignans, Vater von Henri de Tende und Großvater von Gaspard de Tende.